# Henry Percy (11e duc de Northumberland)
Henry Alan Walter Richard Percy, 11e duc de Northumberland (1er juillet 1953 - 31 octobre 1995), titré comte Percy jusqu'en 1988, est un pair britannique. 

## Biographie
Il est le fils aîné de Hugh Percy (10e duc de Northumberland), et un filleul de la reine Élisabeth II. Il fait ses études au Collège d'Eton et à Christ Church, Oxford. Après avoir accédé au duché à la mort de son père, le 11 octobre 1988, il plante de nombreux arbres à Syon House, la résidence ducale à Brentford. Il fait une incursion infructueuse dans la réalisation de films impliquant le duc devant et derrière la caméra. Il a des relations amoureuses avec la mère de Naomi Campbell, Valerie, et avec l'actrice américaine Barbara Carrera.
Percy reçoit un diagnostic de syndrome de fatigue chronique. Il ne s'est jamais marié et est décédé à l'âge de 42 ans d'une insuffisance cardiaque après une surdose d'amphétamines.
Il est remplacé au duché par son jeune frère Ralph Percy.